# 大西優希
大西 優希（おおにし ゆうき、1992年1月22日 - ）は、日本のラグビー選手。

## プロフィール
- 奈良県橿原市出身。
- ポジションはプロップ(PR)。
- 身長 182cm、体重 115kg
- ニックネームはライオン。

## 略歴
13歳からラグビーを始める。 
2010年、上宮高校卒業後、近畿大学に入る。
2014年、近畿大学卒業後、神戸製鋼コベルコスティーラーズに加入。
2015年11月22日に行われたジャパンラグビートップリーグ第2節のNECグリーンロケッツ戦に途中出場で公式戦初出場を果たす。 
2017年、神戸製鋼コベルコスティーラーズを退団した。
現在は大阪桐蔭高校でフォアードコーチをしている。